# Stéphane Fleury
Pour les articles homonymes, voir Fleury.
Stéphane Fleury, né le 3 novembre 1944, est un cavalier d'endurance français, qui commence sa carrière en Bretagne. Il est devenu le leader de la discipline dans la région Bretagne, avec le cheval Roc'h. Il est champion du monde par équipe et médaille de bronze en individuel en 1994 aux jeux équestres mondiaux de La Haye. Il a ouvert une écurie de compétition à Molières en Tarn-et-Garonne.
Il a aussi pratiqué la voile, remportant la médaille d'or aux Championnats d'Europe de 470 avec Marc Bouët en 1974 à El Masnou et obtenant la quatrième place des Championnats du monde de 470 en 1975 à New York.